# Myebon
Myebon är en kommun i Myanmar.   Den ligger i regionen Rakhinestaten, i den västra delen av landet, 270 km väster om huvudstaden Naypyidaw. Antalet invånare är 141 740.